# Heterotheridion nigrovariegatum
Heterotheridion nigrovariegatum là một loài nhện trong họ Theridiidae. Chúng thuộc chi đơn loài Heterotheridion và được Eugène Simon miêu tả năm 1873.